# Petr Zuna
Petr Zuna (* 21. března 1941 Praha) je český strojírenský odborník a pedagog v tomto oboru. Působil též na pozici rektora Českého vysokého učení technického v Praze (ČVUT). Jeho dědou byl český lékař a někdejší ministr školství a národní osvěty či zemědělství Otakar Srdínko. Zunův syn Pavel je televizním moderátorem.

## Životopis
Svá vysokoškolská studia na Strojní fakultě ČVUT ukončil roku 1963. Na této škole později též působil, a sice na katedře zabývající se naukou o materiálech. Během roku 1985 absolvoval stáž v pražském strojírenském podniku ČKD. Následně se roku 1989 habilitoval a v roce 1992 jej prezident republiky Václav Havel jmenoval profesorem pro obor Nauka o materiálech.
Mezi roky 1991 a 1997 a posléze též 2000 a 2005 působil ve funkci děkana Fakulty strojní ČVUT. Od roku 1997 po dobu dvou let (do 1999) zastával pozici rektora celé univerzity. Během svého pracovního působení vykonával též funkce proděkana Strojní fakulty či zástupce vedoucího ústavu (dříve katedry). K roku 2015 je též viceprezidentem České společnosti pro nové materiály a technologie (ČSNMT).
Založil též Inženýrskou akademii České republiky. Zastával pozici jejího prezidenta a pro období 2015 až 2018 působí jako jeden ze třech jejích viceprezidentů. Je též členem obdobných organizací v Rusku a na Slovensku. Pro rok 2002 byl zvolen za prezidenta mezinárodního sdružení inženýrských akademií CAETS. Angažoval se také při zakládání Grantové agentury České republiky (GAČR) a po dobu osmi let působil v jejím představenstvu. Tři roky pracoval v European Science Foundation (ESF), a sice ve výboru věnujícím se fyzikálním a technickým vědám. Patřil mezi členy Rady pro výzkum, vývoj a inovace při vládě České republiky a byl členem představenstva podniku Aero Vodochody.
Působil ve vědeckých radách:
- Českého vysokého učení technického v Praze (ČVUT)
- Fakulty strojní Českého vysokého učení technického v Praze (FS ČVUT)
- Akademie věd České republiky (AV)
- Ústav jaderného výzkumu Řež (ÚJV)
- Fakulta strojního inženýrství Vysokého učení technického v Brně (FSI VUT)
- Strojní fakulta Slovenské technické univerzity v Bratislavě (SjF STU)
- Ústav fyziky a plazmatu Akademie věd (ÚFP AV)
- Národní technické muzeum (NTM)

## Dílo
Sepsal monografii a autorsky či spoluautorsky se podílel na 81 článcích otištěných v českých i zahraničních periodikách nebo sbornících. Vytvořil též třiadvacet vysokoškolských skript a učebnic pro středoškoláky. Je též autorem jednoho vynálezu.

## Ocenění
Profesor Zuna získal tato ocenění:
- medaile ministerstva školství, mládeže a tělovýchovy České republiky I. stupně
- zlatá Felberova medaile
- zlatá medaile IGIP
- pamětní medaile Československého svazu bojovníků za svobodu

V roce 2003 mu byl na University of Glasgow udělen čestný doktorát.